# Leukenzephalopathie
Die Leukenzephalopathie (von griechisch λευκός leukós, deutsch ‚weiß‘, griechisch ἐγκέφαλος enképhalos, deutsch ‚Gehirn‘ und altgriechisch πάθεια pátheia, deutsch ‚Leiden‘) ist ein Sammelbegriff für Erkrankungen der weißen Substanz des Gehirns.
Im Gegensatz zur Leukodystrophie mit jeweils definierten Krankheitsbildern umfasst dieser übergeordnete Begriff alle Erkrankungen der weißen Substanz welcher Ursache und Art auch immer.
Häufig wird der Begriff verwendet bei:
- Progressive multifokale Leukenzephalopathie
- Hereditäre diffuse Leukenzephalopathie mit axonalen Sphäroiden
- reversible posterior leukoencephalopathy syndrome (RPLS)
- Megalenzephale Leukodystrophie, Synonyme: MLC; Megalenzephalie – zystische Leukodystrophie; Vakuolisierende Myelinonopathie mit subkortikalen Zysten; Van der Knapp-Syndrom

Mit Leukoaraiose wird eine subkortikale oder mikroangiopathische Form der Leukenzephalopathie bezeichnet.

## Ursache
Verursacht werden kann eine Leukoenzephalopathie durch
- entzündliche Erkrankungen wie Multiple Sklerose, ZNS-Vaskulitis
- infektiöse Erkrankungen wie eine JC-Virus-Infektion bei starker Immundefizienz
- metabolische Erkrankungen wie der Morbus Fabry
- angeborene Erkrankungen wie Leukodystrophien
- Hypoxisch-ischämische Schädigungen (Hypoxisch ischämische Enzephalopathie) wie bei der Leukomalazie[4]
- toxische Einflüsse wie bei der Toxischen Leukenzephalopathie z. B. nach Radiotherapie oder Chemotherapie[5]
- vaskuläre Erkrankungen wie bei der Hypertensiven Leukenzephalopathie

## Im Rahmen von Syndromen
Bei verschiedenen Syndromen kann eine Leukenzephalopathie als Merkmal mit vorliegen:
- Autosomal-rezessive Leukoenzephalopathie-ischämischer Schlaganfall-Retinitis pigmentosa-Syndrom[6]
- ARSAL, Synonyme: Ataxie, spastische, autosomal-rezessive, Typ 3; SPAX3
- Hypomyelinisierte Leukodystrophie, autosomal-rezessive, C11ORF73-assoziierte, Synonyme: Hypomyelinisierte Leukodystrophie durch Hikeshi-Mangel; Hypomyelinisierte Leukoenzephalopathie, autosomal-rezessive, C11ORF73-assoziierte[7]
- CACH-Syndrom, Synonyme: Infantile Ataxie mit diffuser Hypomyelinisierung des ZNS; Leukoenzephalopathie mit Verlust der weißen Hirnsubstanz; Myelinosis centralis diffusa; Cree-Leukoenzephalopathie; englisch Leukoencephalopathy with vanishing white matter
- CADASIL (zerebrale autosomal-dominante Arteriopathie mit subkortikalen Infarkten und Leukenzephalopathie)
- CARASIL, Synonyme: Maeda-Syndrom; Zerebrale Arteriopathie mit subkortikalen Infarkten und Leukoenzephalopathie, autosomal-rezessiv
- Leukenzephalopathie, familiäre vaskuläre, COL4A1-assoziierte, Synonyme: COL4A1-assoziierte zerebrale Mikroangiopathie mit Hämorrhagie; COL4A1-assoziiertes Syndrom der gewundenen Netzhautarteriolen mit infantiler Hemiparese und Leukoenzephalopathie[8]
- Zystische Leukoenzephalopathie ohne Megalenzephalie[9]
- Leukoenzephalopathie mit beiderseitigen vorderen Temporallappen-Zysten[10]
- Leukoenzephalopathie mit Hirnstamm- und Rückenmarkbeteiligung – Laktaterhöhung (LBSL)[11]
- Leukoenzephalopathie mit milder zerebellärer Ataxie und Ödem der weißen Substanz[12]
- Leukoenzephalopathie – Dystonie – motorische Neuropathie[13]
- Leukoenzephalopathie - metaphysäre Chondrodysplasie[14]
- Leukoenzephalopathie – Palmoplantarkeratose[15]
- COXPD12, Synonyme: Leukoenzephalopathie-Thalamus und Hirnstamm-Anomalien-Hoher Laktatwert-Syndrom; Kombinierter Defekt der oxidativen Phosphorylierung Typ 12; LTBL[16]
- MNGIE-Syndrom
- Nasu-Hakola-Krankheit
- Non-progressive vorwiegend posteriore kavitierende Leukenzephalopathie mit peripherer Neuropathie[17]
- Odontoleukodystrophie, Synonyme: Dento-Leukoenzephalopathie; Dentoleukoenzephalopathie; Leukodystrophie mit Oligodontie[18]
- PYCR2-abhängige Mikrozephalie-progressive Leukoenzephalopathie[19]
- PADMAL, Synonym: Pontine autosomal-dominante Mikroangiopathie mit Leukoenzephalopathie[20]
- Leukoenzephalopathie, kavitierende progressive[21]
- Leukoenzephalopathie, multifokale progressive (PML)[22]
- Retinale Vaskulopathie und zerebrale Leukoenzephalopathie (RVCL)[23]
- VPS11-assoziierte autosomal-rezessive hypomyelinisierte Leukodystrophie[24]

## Diagnose
Die Veränderungen im Gehirn werden durch medizinische Bildgebung, meist durch Kernspintomographie oder Computertomographie erfasst.